# اندرالازین
اندرالازین (به انگلیسی: Endralazine) یک داروی کاهنده فشار خون از گروه شیمیایی هیدرازینوفتالازین‌ها است. این دارو برای استفاده در ایالات متحده تأیید نشده‌است.